# Kerbal Space Program
Kerbal Space Program (KSP) est un simulateur de vol spatial permettant au joueur de construire sa propre fusée, son propre avion, son propre satellite artificiel, ou sa propre station spatiale, puis de les lancer dans l'espace. Le jeu est édité par Private Division et développé par le studio indépendant Squad, basé à Mexico.
Le jeu est d'abord sorti uniquement sous Windows en version alpha 0.7.3, le 24 juin 2011. La version 0.10, sortie le 6 septembre 2011, est la première version du jeu jouable sous Mac OS X et la version 0.19, sortie le 14 mars 2013, est la première compatible avec Linux. De plus, le jeu est disponible sur Steam depuis le 20 mars 2013, en raison de la très forte demande des fans. Les versions sont identiques, à quelques détails techniques près.
Une première extension du jeu, Making History, sort le 13 mars 2018 ; elle est offerte aux personnes ayant acheté le jeu avant le mois d'avril 2013. Une seconde extension, Breaking Ground, sort le 30 mai 2019. Une suite, Kerbal Space Program 2, développée par Star Theory Games puis par Intercept Games, est annoncée pour 2023.

## Historique
La version 1.0 du jeu est sortie le 27 avril 2015, mais le jeu continue d'être mis à jour après cette version. Il était à l'origine disponible uniquement en anglais; des traductions en espagnol, russe, japonais et chinois simplifié ont été ajoutées en 2017, puis en français, allemand, italien et portugais en 2018. D'autres traductions non officielles partielles du jeu sont également disponibles.
Durant l'été 2015, Squad annonce que KSP serait porté sur consoles par Flying Tiger Development. Le jeu sort ainsi sur PlayStation 4 le 12 juillet 2016 en Amérique du Nord, et sur Xbox One le 15 juillet 2016. Une version sur Wii U est annoncée en juillet 2016 mais est finalement annulée en janvier 2017. Une réédition du jeu est publiée le 16 janvier 2018 sur PlayStation 4 et Xbox One par Private Division, sous le nom Kerbal Space Program Enhanced Edition. Une mise à jour gratuite de Kerbal Space Programm Enhanced Edition est annoncée sur la chaîne YouTube officielle de Kerbal Space Program le 24 septembre 2021 rendant le jeu téléchargeable sur PlayStation 5 et sur Xbox Series avec une amélioration graphique.
Le jeu est téléchargeable sur le site officiel du jeu ou sur Steam, à un prix augmentant au fil des versions. Une démo de la version 1.0 est aussi disponible, mais n'est pas mise à jour et ne dispose donc pas des améliorations apportées par les versions ultérieures. Une fois la version complète du jeu achetée, les autres mises à jour sont faites gratuitement. Une première extension du jeu nommée Making History sort le 13 mars 2018. Elle est offerte aux personnes ayant acheté le jeu avant le mois d'avril 2013. Une seconde extension, Breaking Ground, sort le 30 mai 2019.

## Système de jeu
Le jeu permet de construire puis de piloter un véhicule spatial dans un système planétaire fictif. Il est possible d'envoyer des sondes, des rovers, des vaisseaux habités vers d'autres planètes et satellites, et de les y poser. Un système d'amarrage des vaisseaux dans l'espace est disponible, rendant possible l'assemblage de stations spatiales. Il est également possible de créer des avions, des ADAV ou encore des lanceurs orbitaux monoétages (SSTO).

### Construction d'une fusée
Pour la construction, qui s'effectue dans le Vehicule Assembly Building (VAB ou Bâtiment d'Assemblage Véhiculaire), le joueur a à sa disposition plusieurs modules répartis en plusieurs catégories (moteurs, réservoirs de carburant, ailes, renforts structurels, etc.). Le nombre et la diversité de ces modules sont étoffés au fil des versions et certains joueurs conçoivent eux-mêmes des modules qu'ils intègrent ensuite au jeu et proposent en téléchargement en tant que mods. Le joueur a la possibilité de construire une fusée à plusieurs étages. Pour la contrôler, il doit organiser plusieurs actions dans la séquence de vol, qu'il pourra ensuite activer au fur et à mesure du vol. Par exemple, il peut décider à quel moment allumer un moteur ou séparer deux sections.
Il est également possible de construire des avions qui sont beaucoup plus efficaces en vol atmosphérique mais mal adaptés aux vols spatiaux. En mode Carrière, ils peuvent servir à remplir des contrats d'observation à basse altitude. Ces avions se construisent dans le Space Plane Hangar (SPH ou Hangar à Avion Spatial), le principe y est le même que les fusées mais la construction se fait à l'horizontale et la symétrie radiale est remplacée par une symétrie bilatérale.
Toutes les pièces de fusées sont disponibles pour la construction d'avion et vice versa. Il est donc possible de créer un vaisseau similaire à la navette spatiale américaine, décollant avec une fusée et atterrissant en planant. De plus, les avions peuvent être constitués de plusieurs étages comme les fusées.

### Vols spatiaux
Une fois l'engin assemblé, le joueur doit le piloter. Le lancement d'une fusée se déroule à la verticale (normalement). Pour mettre son véhicule en orbite, le joueur doit lui faire gagner suffisamment de vitesse horizontale. Le périgée, c'est-à-dire l'endroit où la trajectoire du vaisseau passe le plus près de la planète, doit être à plus de 70 000 m d'altitude afin d'éviter la dégradation de l'orbite par traînée atmosphérique. Le joueur peut ensuite faire des changements d'orbite. Il peut également changer de champ d'attraction : en s'approchant suffisamment près des planètes ou des lunes, il sera attiré par elles, et en s'éloignant assez d'une planète, il passera sur une trajectoire interplanétaire. Dans un avion, le vol s'effectue à l'horizontale, et le joueur doit s'aider de l'horizon artificiel pour stabiliser l'avion, et peut se poser sur la piste d'atterrissage du centre spatial principal ou sur d'autres pistes présentes à la surface de la planète de départ, mais aussi sur toute surface plane.
Si le véhicule est habité, le joueur peut également faire des sorties extravéhiculaires (EVA), les personnages disposant d'un système de propulsion similaire au MMU de la NASA.

### Modes de jeu
Il y a actuellement trois modes de jeu : le mode Bac à sable, où tout est disponible dès le début ; le mode Carrière, où les différentes pièces des fusées sont progressivement débloquées avec des points de science et où on doit gérer un budget et une réputation ; et le mode Science qui utilise le système de points de science, mais pas le budget ni la réputation du mode Carrière.

#### Mode Carrière
Dans ce mode de jeu, le joueur doit débloquer au fur et à mesure les différents modules grâce aux points de science, qui se gagnent en faisant des expériences en différents lieux du système planétaire. Il doit également améliorer ses bâtiments, afin de lancer des fusées plus lourdes ou des avions de plus grande envergure par exemple. Il doit également gérer son budget : chaque module et chaque amélioration de bâtiment a un coût. Pour gagner de l'argent, le joueur doit remplir des contrats et récupérer des pièces. Il doit pour finir gérer la réputation, qui permet d'activer certaines politiques influant sur le budget ou la quantité de points de science.

#### Mode Science
Ce mode utilise le système de points de science, mais pas le budget du mode Carrière ni la réputation. Les bâtiments sont donc améliorés au maximum dès le début, mais le joueur doit toujours débloquer les modules.

### Spécialisation
Il est possible de spécialiser les kerbonautes dans des sortes de classes :
- pilote : permet de stabiliser le vaisseau et de faciliter les manœuvres ;
- ingénieur : permet de réparer des pièces endommagées ou d'augmenter la production de minerais ;
- scientifique : permet de réactiver des modules scientifiques déjà utilisés et d'augmenter la vitesse des recherches dans les laboratoires.

Il existe ensuite 5 niveaux d'expérience qui permettent d'acquérir de nouvelles capacités dépendant de la classe.

### Astres

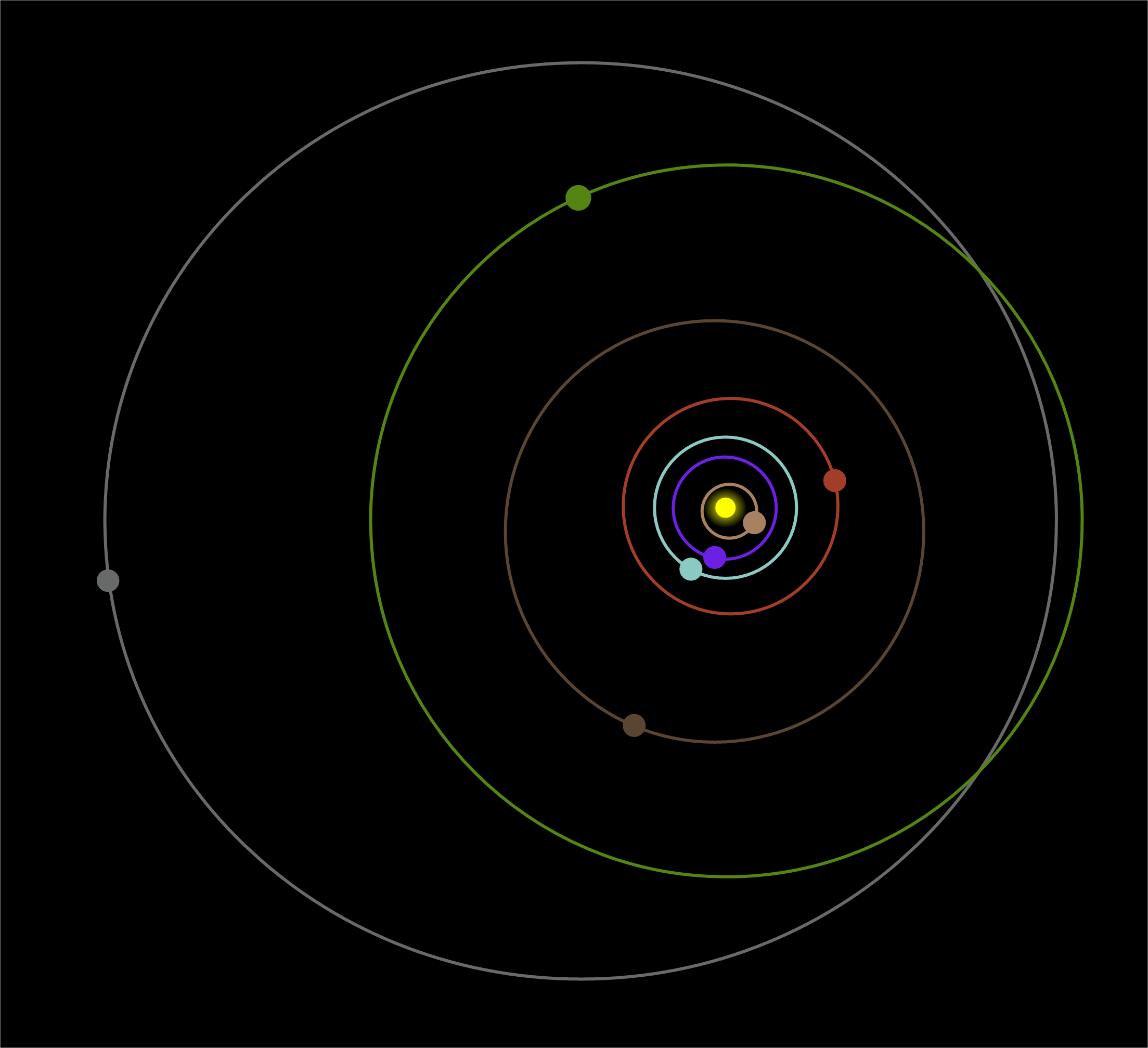
Le système planétaire présent dans le jeu :
Moho
Eve
Kerbin
Duna
Dres
Jool
Eeloo

Le jeu est composé de plusieurs astres explorables, sur lesquels il est possible de se poser, sauf le Soleil et Jool. Le premier, la planète Kerbin, est une planète similaire à la Terre, depuis laquelle sont lancés les vaisseaux créés par le joueur. Kerbin possède deux satellites : Mun, ressemblant à la Lune, et Minmus, un satellite de glace. Par la suite, d'autres astres sont apparus, principalement dans les versions 0.17 et 0.18,. Le système planétaire du jeu comprend actuellement, en plus de Kerbin et ses deux satellites :
- Le Soleil, également connu sous le nom de Kerbol, probablement une naine jaune ;
- Moho, une planète s'inspirant de Mercure ;
- Eve, une planète violette dont la dense atmosphère rappelle celle de Vénus, ainsi que son petit satellite Gilly ;
- Duna, une planète rouge ressemblant à Mars, et son satellite Ike ;
- Dres, une planète naine s'inspirant vaguement de Cérès ;
- Jool, une géante gazeuse verte, et ses cinq lunes : Laythe, un satellite présentant de l'eau liquide et une atmosphère, Vall, un satellite gelé, ainsi que trois satellites rocheux, le premier étant assez massif (c'est le plus gros corps rocheux sans atmosphère du système) et les deux autres étant des astéroïdes capturés à l'instar de Gilly : Tylo, Bop et Pol ;
- Eeloo, une planète naine couverte de glace qui fait référence à Pluton par son orbite excentrique et fortement inclinée par rapport au plan de l'écliptique.

Chaque astre a un champ d'attraction s'appliquant sur une certaine distance. Un vaisseau ne pouvant être affecté que par un champ d'attraction, il existe la hiérarchie suivante : un vaisseau sera dans le champ d'attraction du Soleil, puis d'une planète, et enfin de ses lunes. Cela implique des trajectoires très brusques mais comme la vitesse du vaisseau est conservée, il est possible d'utiliser l'assistance gravitationnelle.
Une mise à jour nommée "Asteroid Redirect Mission" (0.23.5) est sortie le 1er avril 2014 et est développée en relation avec la NASA. Elle rajoute des astéroïdes errants générés aléatoirement, et il est possible de s'y arrimer avec un grappin et d'influer sur leur trajectoire pour réussir certaines missions : cet ajout permet de reproduire le projet de redirection et d'exploitation d’astéroïdes envisagé par la NASA.

### Réalisme

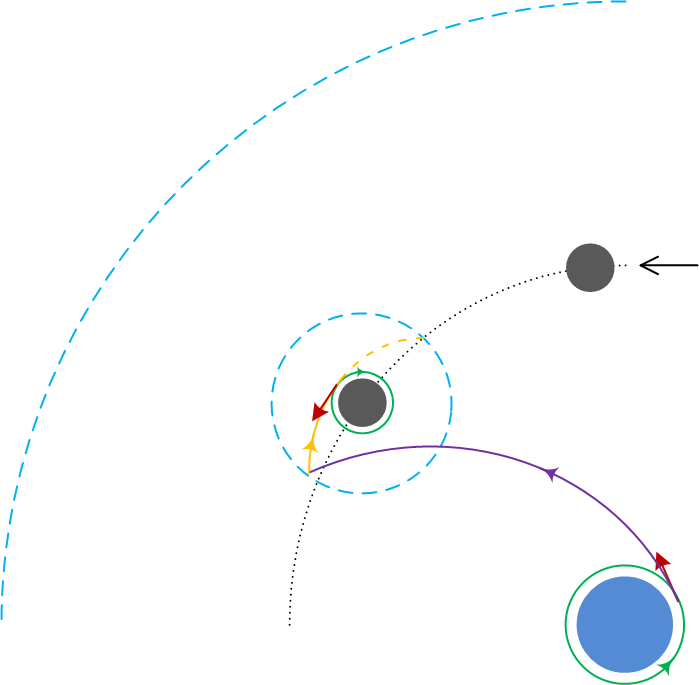
Exemple de trajectoire dans le modèle simplifié de mécanique spatiale utilisé par le jeu. Les sphères d'influence sont représentées en pointillés bleus.

KSP simplifie la mécanique spatiale en utilisant une approximation par tronçons de coniques au lieu de résoudre un problème à N corps lors du calcul de la trajectoire des véhicules spatiaux. Le jeu attribue pour cela à chaque corps du système une sphère d'influence ; dès que le vaisseau est dans la sphère d'influence d'un corps donné, seule l'interaction gravitationnelle entre ce corps et le vaisseau est considérée. Par conséquent, il n'y a pas de points de Lagrange et il n'est pas possible de réaliser des orbites de Lissajous ou en fer à cheval.
Pour des raisons techniques et ludiques, le système planétaire du jeu possède des dimensions plus petites d'un facteur 10 environ que celles du système solaire. La planète de départ n'a ainsi un rayon de seulement 600 km, à comparer aux 6 370 km de la Terre, tout en possédant une gravité de surface similaire, impliquant une densité 10 fois supérieure à celle de la Terre. D'autre part, ce système, en particulier le système de satellites autour de la géante gazeuse Jool, est irréaliste car instable.

### Bande-son
Le thème principal se lançant à l'écran titre a été composé au piano par le développeur principal de KSP, Felipe Falanghe, et arrangé par Victor Machado.

Le reste de la bande-son du jeu est constituée de neuf morceaux libres de droits écrits et produits par le compositeur américain Kevin MacLeod et mis en ligne sur son site dans l'album Music from Kerbal Space Program. Ces compositions sont jouées pendant la phase de construction, et en vol lorsque le vaisseau n'est pas dans une atmosphère.
| Music from Kerbal Space Program | Music from Kerbal Space Program | Music from Kerbal Space Program | Music from Kerbal Space Program | Music from Kerbal Space Program | Music from Kerbal Space Program | Music from Kerbal Space Program | Music from Kerbal Space Program | Music from Kerbal Space Program | Music from Kerbal Space Program |
| No                              | Titre                           | Durée                           |                                 |                                 |                                 |                                 |                                 |                                 |                                 |
| ------------------------------- | ------------------------------- | ------------------------------- | ------------------------------- | ------------------------------- | ------------------------------- | ------------------------------- | ------------------------------- | ------------------------------- | ------------------------------- |
| 1.                              | Arcadia                         | 1:38                            |                                 |                                 |                                 |                                 |                                 |                                 |                                 |
| 2.                              | Brittle Rille                   | 3:49                            |                                 |                                 |                                 |                                 |                                 |                                 |                                 |
| 3.                              | Dreamy Flashback                | 2:07                            |                                 |                                 |                                 |                                 |                                 |                                 |                                 |
| 4.                              | Frost Waltz                     | 2:15                            |                                 |                                 |                                 |                                 |                                 |                                 |                                 |
| 5.                              | Frozen Star                     | 3:41                            |                                 |                                 |                                 |                                 |                                 |                                 |                                 |
| 6.                              | Groove Grove                    | 3:26                            |                                 |                                 |                                 |                                 |                                 |                                 |                                 |
| 7.                              | Impact Lento                    | 3:31                            |                                 |                                 |                                 |                                 |                                 |                                 |                                 |
| 8.                              | Wizardtorium                    | 3:40                            |                                 |                                 |                                 |                                 |                                 |                                 |                                 |
| 9.                              | Sneaky Adventure                | 1:13                            |                                 |                                 |                                 |                                 |                                 |                                 |                                 |
| 25:20                           |                                 |                                 |                                 |                                 |                                 |                                 |                                 |                                 |                                 |

## Univers

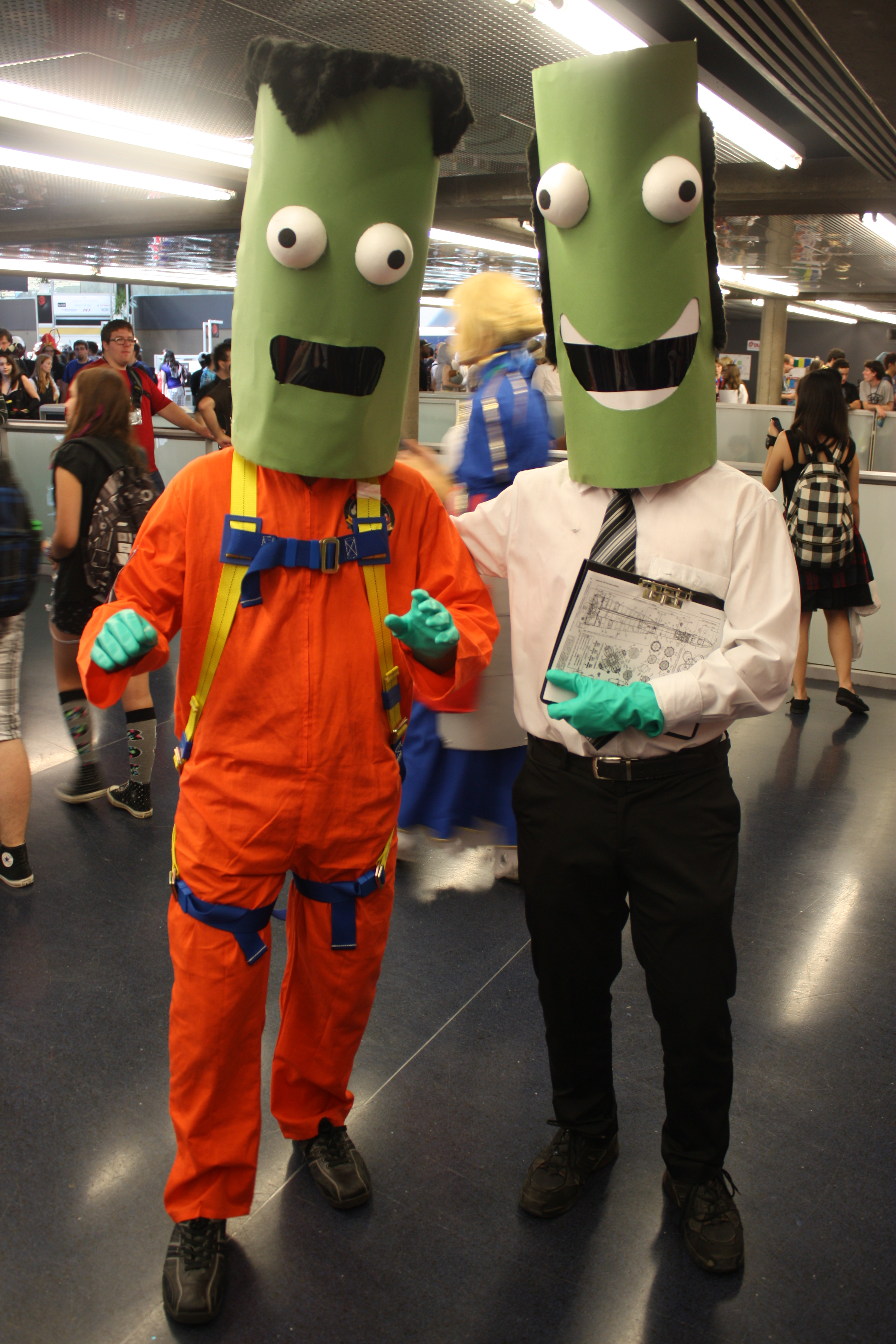
Cosplays de Kerbals à l'Otakuthon 2014 à Montréal.

Comme pour la plupart des jeux de simulation, KSP n'a pas réellement de scénario : il n'y a aucun objectif imposé. Cependant, des missions sont proposées en mode Carrière.
Les personnages centraux du jeu sont les Kerbals, les habitants de la planète Kerbin. Ce sont des humanoïdes verts qui ont une technologie avancée et maîtrisent l'astronautique. Ils sont cependant peu courageux, maladroits et gaffeurs et ont fait la plupart de leurs découvertes par sérendipité. Ils ont tous le nom de famille « Kerman ».
Parmi les Kerbals les plus importants, on peut citer :
- Jebediah, Bill et Bob Kerman, les trois premiers astronautes Kerbals : chaque nouvelle partie commence avec eux, et ils portent une combinaison orange pour les différencier des autres kerbonautes. Ils apparaissent aussi dans plusieurs bandes-annonces du jeu. La 1.0 rajoute des femmes kerbonautes, la première étant Valentina Kerman, nommée d'après Valentina Terechkova ;
- Wernher von Kerman : nommé en hommage à Wernher von Braun, c'est un ingénieur qui apparaît dans les tutoriels. Il donne des conseils pour la conception des fusées et gère les Archives Scientifiques. Il apparait aussi dans plusieurs bandes-annonces du jeu ;
- Gene Kerman : nommé en hommage à Gene Kranz, il porte le même gilet que celui que Kranz avait l'habitude de porter lors des missions du programme Apollo. C'est un instructeur et directeur de vol apparaissant dans les tutoriels. Il donne des conseils pour le pilotage, la mise en orbite et les manœuvres et il gère le Contrôle Mission. Il apparait aussi dans plusieurs bandes-annonces du jeu ;
- Bobak Kerman : nommé en hommage à Bobak Ferdowsi, il apparait dans plusieurs bandes-annonces du jeu. Il semble être l'assistant de Gene Kerman ;
- Mortimer Kerman, Linus Kerman, Walt Kerman et Gus Kerman : respectivement chef du Département Finances, assistant de Wernher von Kerman, représentant des Relations Publiques et Chef des Opérations, ils proposent des stratégies au joueur au Centre Administratif.

Le lieu où chaque partie débute est le Kerbal Space Center (en référence au Kennedy Space Center). C'est la base d'opérations du programme spatial Kerbal : on y construit, lance et contrôle des fusées, des navettes, des rovers, etc. Il se divise en plusieurs parties :

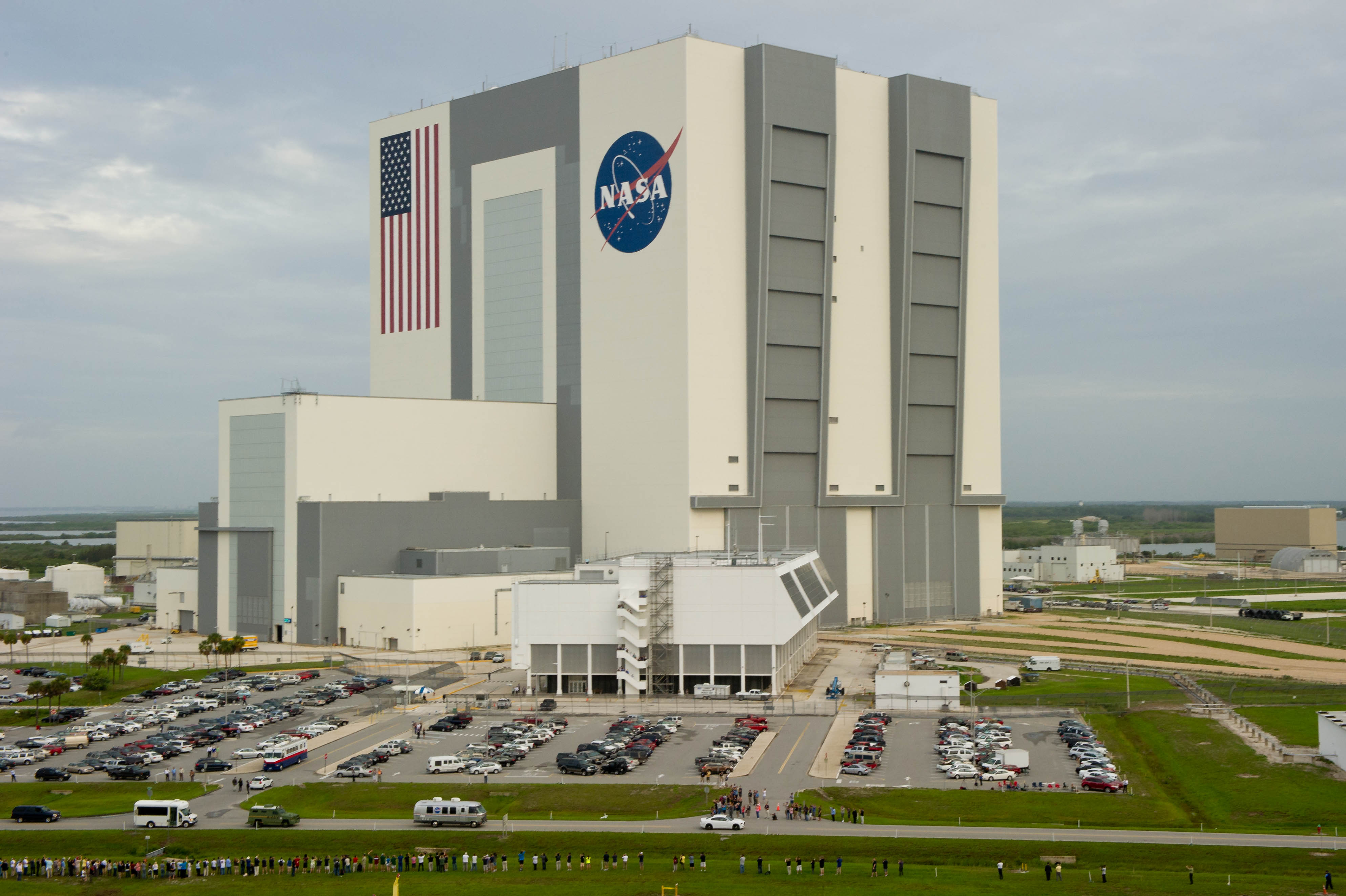
Le véritable Vehicle Assembly Building dont s'inspire le jeu, situé dans le centre spatial Kennedy de la NASA.

- Le véritable Vehicle Assembly Building dont s'inspire le jeu, situé dans le centre spatial Kennedy de la NASA. le Vehicle Assembly Building (Bâtiment d'Assemblage des Véhicules) ou VAB, où sont construits les véhicules à décollage vertical, qui sont ensuite lancés à partir du pas de tir ;
- le Space Plane Hangar (Hangar des Navettes Spatiales) ou SPH, où sont construits les véhicules à décollage horizontal ainsi que les véhicules terrestres, qui partent de la piste ;
- la station d'observation, qui permet de connaître la position des vaisseaux et corps célestes, et donne des informations dessus. Depuis la 0.23.5, elle permet de détecter les astéroïdes, de les identifier et de connaître leurs trajectoires ;
- le complexe des astronautes, qui permet de recruter des volontaires pour les missions, et donne la liste des Kerbals en mission ou décédés ;
- le contrôle de mission, qui propose des contrats en mode Carrière pour financer le programme spatial ;
- le centre de recherche et développement, disponible seulement dans les modes Carrière et Science, qui permet de débloquer des pièces avec des points de science, et d'accéder aux archives scientifiques ;
- le centre administratif, où l'on peut choisir des stratégies à adopter. (seulement disponible en mode Carrière)

Depuis la bêta 0.90, les bâtiments évoluent : au départ peu sophistiqués, on peut les améliorer, à condition d'en avoir les moyens.
Le jeu comprend des Easter eggs. Ainsi du mât du rover américain Curiosity, enfoui dans le sol de Duna, des arches et d'un petit monument représentant le LEM en hommage à Neil Armstrong sur la Mune, d'un cadavre de Kraken sur Bop, ou d'un grand nombre de monolithes disséminés sur les planètes et les lunes du jeu, arborant le logo de Squad, rappelant ainsi les monolithes dans 2001, l'Odyssée de l'espace. Un autre Easter egg correspond à un signal en SSTV avec protocole Robot 24 envoyé depuis une pyramide de Duna. En décodant le message, on aperçoit une illustration représentant notamment quatre Kerbals : des hypothèses sont ainsi nées pour tenter de déterminer à quoi correspond le signal.

## Historique des versions
La première version publique du jeu est la version 0.7.3, sortie le 24 juin 2011.
La version 0.8, sortie le 7 juillet 2011, ajoute la possibilité de sauvegarder et renommer des vaisseaux, de prendre des captures d'écran, de régler la symétrie des vaisseaux, et un grand nombre d'autres fonctionnalités.
La version 0.9 (12 août 2011) ajoute des fiches techniques aux pièces dans le Bâtiment d'Assemblage des Véhicules, et la possibilité de lier des modules entre eux à l'aide d'étais, pour rendre les fusées plus résistantes.
La version 0.10 (6 septembre 2011) corrige certains bugs de collision du terrain, et est à présent jouable avec un joystick. C'est aussi la première version compatible avec Mac OS X.

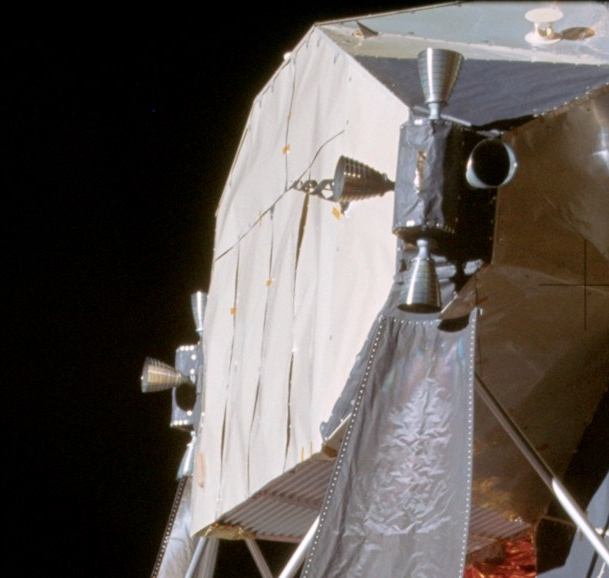
Les propulseurs RCS sur le module lunaire Apollo. Ceux présents dans le jeu s'en inspirent.

La version 0.11 (12 octobre 2011) ajoute une carte en 3D de la planète Kerbin, et les systèmes RCS qui simplifient les manœuvres en orbite. Il devient aussi impossible de se poser sur l'eau, qui n'est plus considérée comme solide.
La version 0.12 (11 novembre 2011) ajoute Mun, la première lune explorable du jeu.
La version 0.13 (16 décembre 2011) ajoute des tuyaux pour transférer du carburant d'étage en étage. La première démo du jeu est conçue à partir de cette version, la 0.13.3 pour être exact.
La version 0.14 (3 mars 2012) permet de contrôler plusieurs fusées à la fois, d'installer des mods sur le jeu, et de construire des modules d'exploration grâce à des étages de descente et des pieds d'atterrissage. De plus, le jeu a à présent sa propre icône, les débris spatiaux sont conservés entre les lancements, et il est devenu possible d'entrer en collision avec le Soleil. C'est la toute première version payante du jeu, la version précédente restant gratuite en guise de démo.
La version 0.15 (17 mai 2012) ajoute le Hangar des Navettes, qui permet de construire des véhicules à décollage horizontal, et la Station d'Observation, qui permet de localiser un vaisseau où qu'il soit. Il apparait aussi une seconde lune pour Kerbin, Minmus.
La version 0.16, sortie le 20 juillet 2012, permet de faire sortir les Kerbals de leur capsule et de les contrôler directement, et de construire des fusées beaucoup plus grosses et puissantes qu'auparavant à l'aide de nouvelles pièces. On peut aussi voir des ingénieurs et ouvriers Kerbals animés dans les bâtiments d'assemblage.
La version 0.17 lancée le 19 septembre 2012 ajoute une vue interne du cockpit ainsi que 4 nouvelles planètes accompagnées de leurs satellites naturels: Moho, Eve (et sa lune Gilly), Duna (Ike) et Jool (Laythe, Vall, Tylo et Bop) portant le nombre total de corps célestes à 14. Le joueur peut atterrir sur chacun de ces astres sauf Jool, qui est une géante gazeuse.
Le 30 novembre 2012 sort la version 0.18 ajoutant une nouvelle planète et un nouveau satellite pour la géante gazeuse Jool, nommés respectivement Dres et Pol, la possibilité d'assembler une station spatiale en orbite et d'y amarrer des véhicules, la gestion des véhicules inhabités, le déploiement possible de panneaux solaires pour alimenter l'électricité à bord ainsi que l'ajout de musiques d'ambiance. La mise à jour 0.18.2 ajoute la planète naine Eeloo en guise de « cadeau pour la communauté KSP ». Une version mise à jour de la démo du jeu a été conçue à partir de la version 0.18.3.
Le 14 mars 2013 sort la version 0.19. Celle-ci permet de jouer sur Linux, de voir et entendre le plasma qui se forme pendant la rentrée dans l'atmosphère, des roues pour les véhicules, ce qui rend possible la fabrication de rovers, et diverses pièces structurelles. La tour de lancement du pas de tir des fusées a aussi été retirée, car elle ne servait à rien et pouvait entrer en collision avec les véhicules.

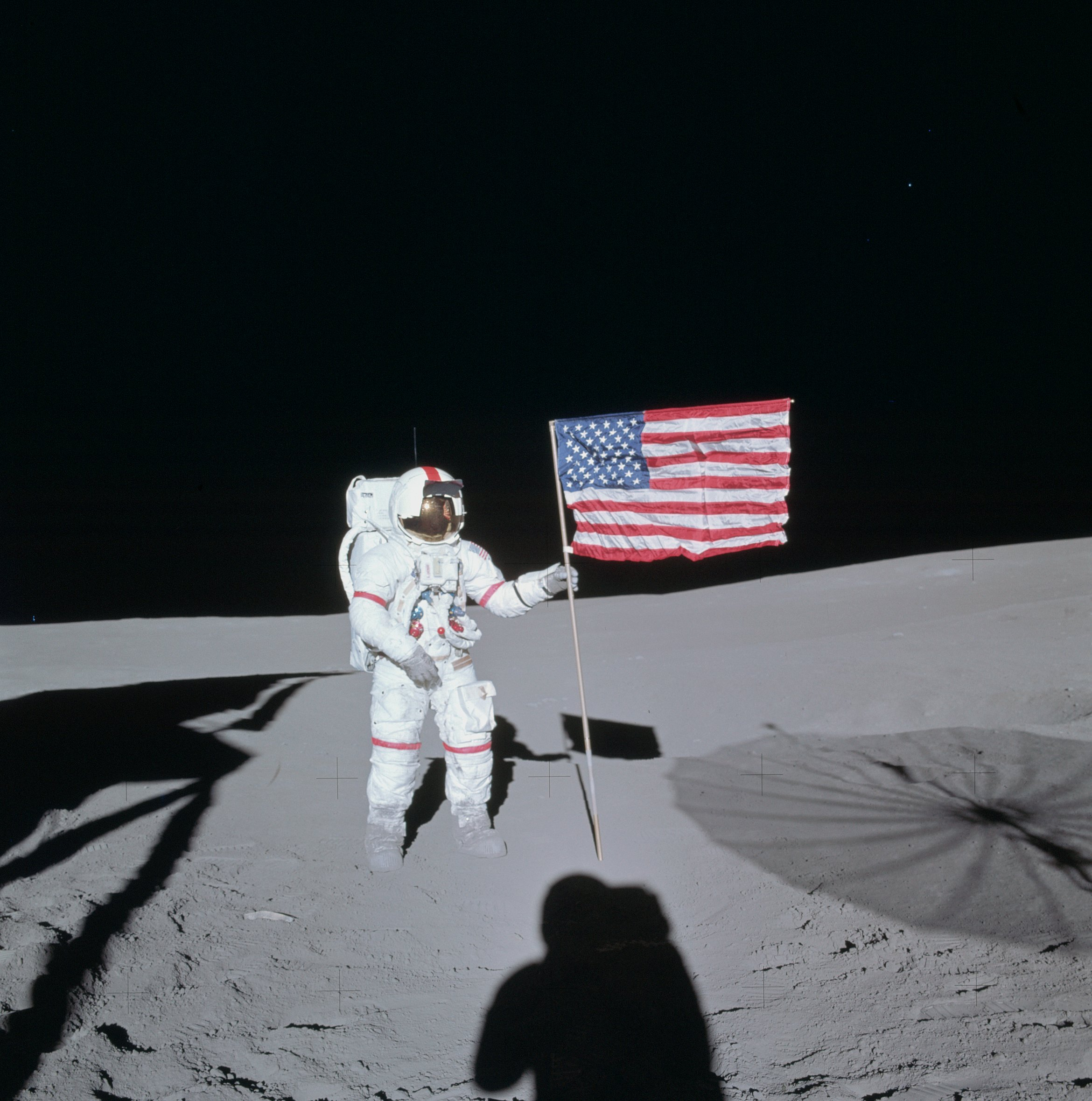
Les Kerbals peuvent planter des drapeaux lors de leur sorties extravéhiculaires, comme ici Alan Shepard durant Apollo 14.

La version 0.20 a été rendue disponible le 21 mai 2013. Celle-ci apporte plusieurs nouveaux modules comprenant, entre autres, des sièges pouvant être utilisés pour commander divers véhicules et une coupole (inspirée de la coupole d'observation de la Station Spatiale Internationale), la possibilité pour les Kerbals de planter des drapeaux lors d'une sortie extravéhiculaire (il est possible pour les joueurs d'intégrer leurs propres drapeaux au jeu), la possibilité de commencer la construction d'un véhicule par une pièce autre qu'un module de commande, ainsi que celle de supprimer le module de commande d'un vaisseau existant afin d'utiliser un module différent, un système de filtrage par type d'objet (vaisseaux, stations, rovers, débris, etc.) dans la station de localisation et dans la vue du système solaire. Une base de connaissance, accessible depuis la vue du système solaire, a également été intégrée au jeu. Celle-ci fournit des informations sur les différents corps célestes, ainsi que sur les vaisseaux du joueur.
La version 0.21 est sortie le 24 juillet 2013: cette version inclut un nouveau bâtiment, le complexe des astronautes, qui permet de recruter des volontaires pour les missions. Le bouton pour abandonner une mission à tout moment a disparu et a été remplacé par la possibilité de revenir quelque temps en arrière pour corriger d'éventuelles erreurs. Les bâtiments du centre spatial ont été entièrement remodelés et retexturés. Enfin, les modules de stabilisation SAS ont été repensés et nécessitent maintenant de l'électricité pour fonctionner,.
La version 0.22, sortie le 16 octobre 2013, rajoute un Mode Carrière où les pièces doivent être débloquées dans un arbre des technologies grâce à des points de science. Ces points de science s'obtiennent en analysant les données en vol, ou en récoltant des échantillons sur une lune etc. et sont transmises au centre R&D grâce à une antenne, qui requiert de l'électricité pour fonctionner. Il est également possible de récupérer des points de science au retour sur Kerbin, lorsque le joueur met fin à la mission. Des biomes sont aussi ajoutés, permettant de réaliser des analyses ou de prélever des échantillons dans différentes conditions expérimentales et d'ainsi récolter plus de points de science. Cette version rajoute également un onglet dans le bâtiment de construction de véhicules, permettant de sauvegarder une partie d'un vaisseau et de l'inclure aisément dans un autre.
La version 0.23, qui est sortie le 17 décembre 2013, ajoute plusieurs améliorations au Mode Carrière : les expériences faites durant le jeu (mesure de température ou de pression, analyse du sol...) sont maintenant archivées, afin de les consulter depuis le Centre Recherche et Développement. De plus, les expériences ne peuvent plus être répétées, sinon elles ne rapportent plus de points de science. Un nouveau module, le laboratoire, fait son apparition : il sert à réactiver un outil de science après que celui-ci ait été utilisé, et permet de diminuer la perte d'informations lors des transmissions radio. Un autre nouveau module, le réacteur RAPIER (référence au SABRE), a été ajouté: il peut fonctionner avec le carburant pour navettes et celui pour fusées en alternance. Il est aussi devenu possible de régler le fonctionnement de certaines pièces avant le lancement, afin de choisir l'altitude à laquelle un parachute se déploiera, par exemple. Pour finir, le jeu est maintenant compatible avec les souris 3D, mais seulement avec la version Windows.

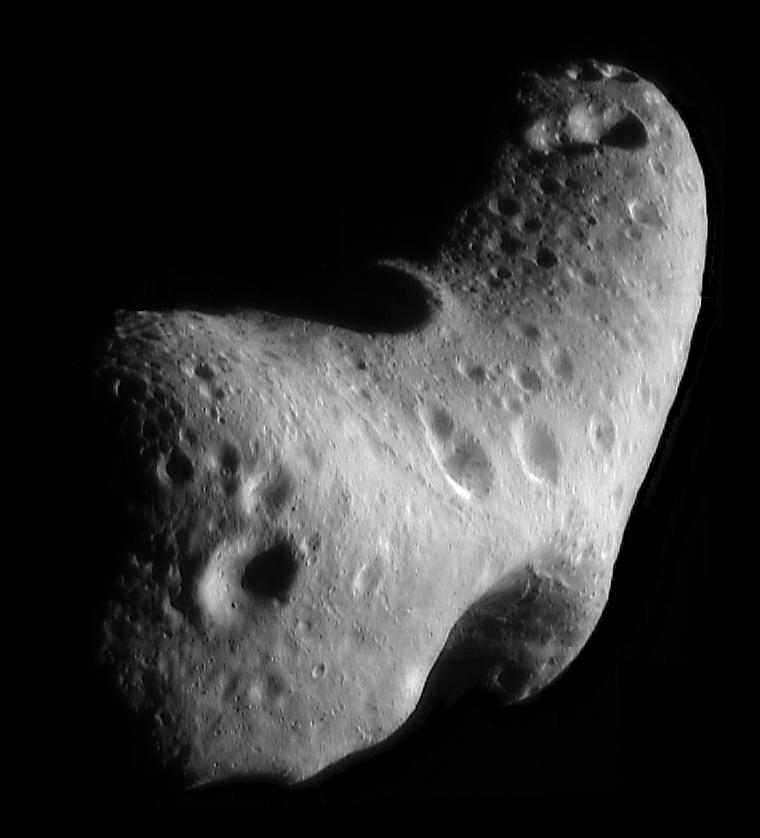
Des astéroïdes sont générés procéduralement dans le jeu. Ici (433) Éros vue par la sonde NEAR Shoemaker.

La version 0.23.5 est sortie le 1er avril 2014. Sous-titrée "Asteroid Redirect Mission" et développée en relation avec la NASA, elle ajoute des astéroïdes générés de façon procédurale, qui peuvent être localisés par la Station d'Observation, et auxquels un vaisseau peut s'arrimer à l'aide d'une nouvelle pièce, le grappin. On peut ensuite en prélever des échantillons, et surtout influer sur leur orbite pour les rediriger. De nouvelles pièces pour construire des fusées extrêmement puissantes sont aussi ajoutées, quelques nouvelles options de construction font aussi leur apparition (coller des drapeaux sur certaines pièces, changer la couleur des lampes...), et les systèmes de manœuvres orbitales et de sauvegarde rapide sont repensés pour être plus simples d'utilisation et avoir plus de possibilités. Enfin, il est devenu possible d'accélérer le temps depuis le Centre Spatial pour trouver la meilleure période pour un lancement à destination d'une autre planète, par exemple.
La version 0.24 est sortie le 18 juillet 2014. Sous-titrée "First Contract", elle améliore considérablement le Mode Carrière en ajoutant un budget à gérer, des points de réputation, et des contrats disponibles au Contrôle Mission pour financer la construction et le lancement des fusées: ces contrats sont proposés par diverses compagnies fictives, comme les réacteurs « C7 Aerospace » ou les panneaux solaires « Zaltonic », et consistent à remplir certains objectifs avant une certaine date à l'aide des véhicules construits, comme atteindre une certaine vitesse ou altitude, tester un nouvel appareil dans des conditions précises, secourir un kerbonaute en danger, ou envoyer une sonde sur une autre planète et faire un rapport. De nouveaux tutoriels sont disponibles, l'interface a subi quelques légers changements, de nouvelles pièces ont été ajoutées et d'autres modifiées, et le Mode "Science" est ajouté : il s'agit de l'ancien Mode Carrière, qui n'utilise pas le budget ou la réputation, pour les joueurs voulant jouer sans ces contraintes. Enfin, le jeu devient disponible en exécutable 64-bit pour Windows.
La version 0.25 est sortie le 7 octobre 2014. Sous-titrée "Economic Boom", elle améliore toujours plus le Mode Carrière. Un nouveau bâtiment, le Centre Administratif, fait son apparition, il y est possible de choisir des stratégies économiques (prix des pièces plus bas mais moins de points de réputation, plus de points de science mais lancers plus chers, etc.) pour gérer au mieux ses ressources. De nombreuses pièces de navettes sont aussi rajoutées ou modifiées, certaines d'entre elles provenant d'un mod nommé Spaceplane +. Il devient possible de choisir un niveau de difficulté pour le mode carrière, ainsi que de transférer des Kerbals entre capsules via le docking, et les animations, notamment les explosions, ont été améliorées. Enfin, un ajout de taille, les buildings du Centre Spatial sont maintenant destructibles et les réparer coûtera de grosses sommes, incitant les joueurs à piloter avec précision pour ne pas causer de dégâts.
La version bêta 0.90.0 "Beta Than Ever" est sortie le 16 décembre 2014, et est une étape importante du développement du jeu : le passage en bêta. Elle améliore considérablement les fonctionnalités de l'éditeur de véhicules, ajoute un Centre Spatial améliorable, un système d'expérience et de compétences pour l'équipage, de nouvelles pièces pour navettes, des contrats plus variés, des biomes pour chaque astre explorable, et complète globalement la plupart des fonctionnalités inachevées.

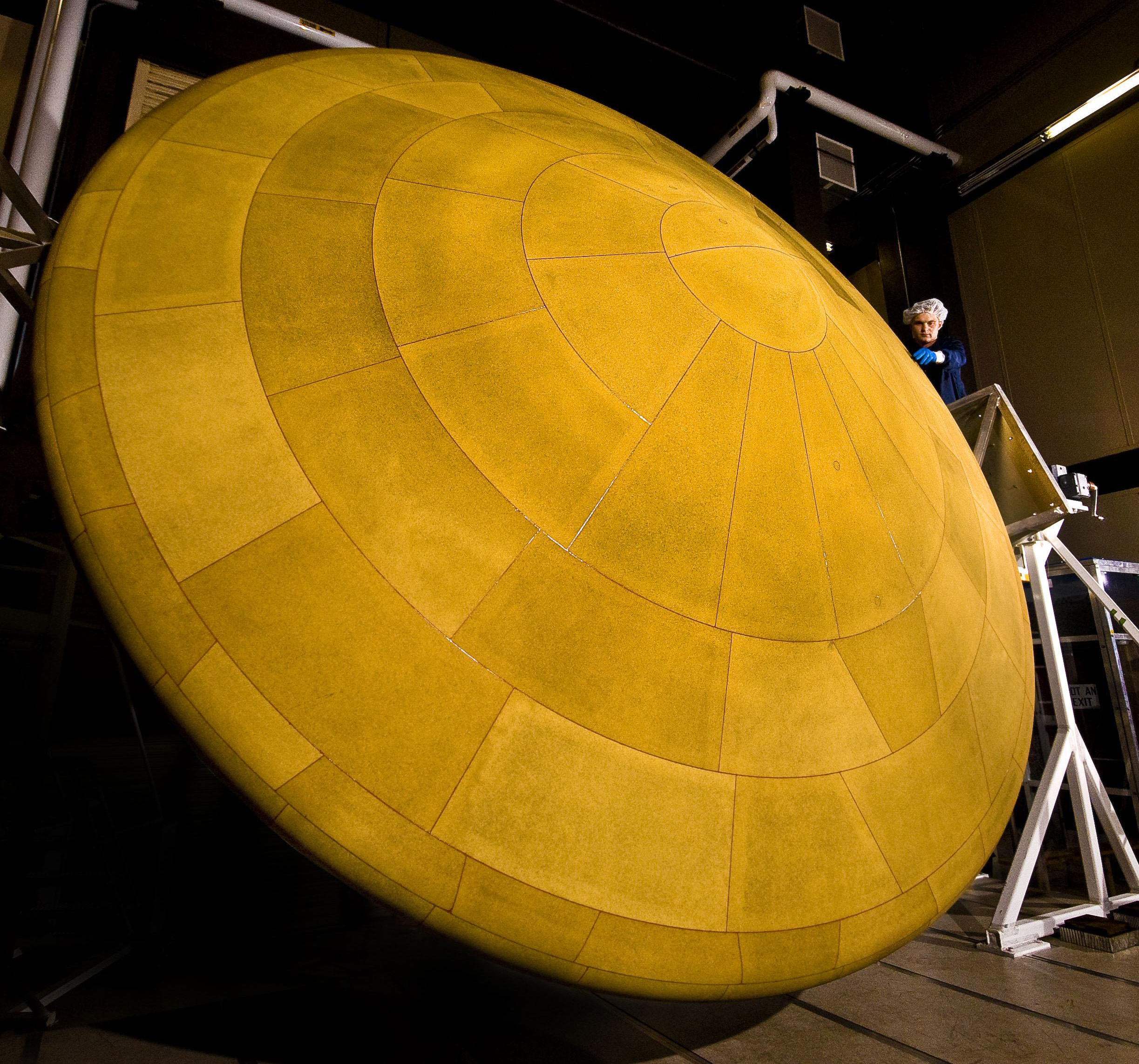
Bouclier thermique de la sonde Mars Science Laboratory.

Le 27 avril 2015 sort la plus importante mise à jour de l'histoire de KSP : la 1.0. Cette version ajoute des femmes kerbonautes, la première dévoilée s'appelant Valentina Kerman. L'aérodynamique du jeu a été entièrement repensée, le pilotage devenant beaucoup plus réaliste qu'avant, et un système de frottement de l'air a été implémenté : les véhicules doivent maintenant être protégés, à l'aide d'un bouclier thermique par exemple, pour ne pas brûler en pénétrant dans une atmosphère. Des coiffes générées de manière procédurale peuvent maintenant être ajoutées sur les véhicules, l'éditeur de véhicules possède un système qui détecte les défauts de conception, toutes sortes de nouvelles pièces sont ajoutées et des anciennes modifiées, il est maintenant possible de miner des ressources sur les planètes et astéroïdes, ces derniers formant maintenant une ceinture autour de Dres. Les Kerbals deviennent plus mobiles et peuvent escalader, l'arbre des technologies est entièrement révisé, de nouveaux effets et décors sont ajoutés, de nouveaux types de contrats sont disponibles, de nouveaux tutoriels sont proposés, le jeu est globalement entièrement réexaminé et amélioré.
La version 1.1 est sortie le 19 avril 2016. Sous-titrée "Turbo Charged", elle améliore significativement les performances du jeu grâce au passage à la version 5 du moteur Unity, qui permet un support stable du 64 bits et l'utilisation du multithreading. Elle repense aussi l'interface, et améliore globalement beaucoup de mécaniques du jeu. Afin que les nouveaux joueurs aient moins de difficultés à débuter, cette version ajoute de nouveaux tutoriels et scénarios et met à jour les anciens, et ajoute KSPedia, un guide très complet. Il est aussi maintenant possible de voir les Kerbals à l'intérieur de leurs capsules en les rendant transparentes, et de nouvelles pièces (dont certaines issues du mod officiel Asteroid Day sorti quelques mois plus tôt) ont été ajoutées ou mises à jour,.
La version 1.2, "Loud and Clear", est sortie le 11 octobre 2016. Elle implante un système de réseau de communication, devenant nécessaire pour contrôler les sondes à distance, et de nouvelles antennes ont été ajoutées à cette occasion. Une interface de cartographie, nommée "Kerbnet" permet désormais de scanner la surface des astres, d'en observer les biomes et anomalies, et d'ajouter des points d'intérêt. Le système de flux de carburant est revu, le SAS est amélioré, et les modèles de certaines pièces de fusée sont refaits.
La version 1.3, dénommée "Away with words", est publiée le 15 mai 2017. Elle consiste principalement en la traduction du jeu en quatre nouvelles langues : japonais, chinois simplifié, russe et espagnol. L'ancien mod officiel "Asteroid Day" a également été intégré au jeu.
Le 31 mai 2017, le studio annonce son rachat par Take-Two Interactive.
La version 1.4 "Away with Words MK-II" sort le 6 mars 2018. Elle traduit le jeu en quatre nouvelles langues : français, allemand, italien et portugais. Elle ajoute également des parachutes personnels pour les Kerbals et propose de nouvelles textures pour certaines pièces.
Les versions 1.5 "Dressed for Success" puis 1.6 "To Vee or not To Vee" sont publiées respectivement le 11 octobre 2018 et le 19 décembre 2018. Elles consistent principalement en la mise à jour des textures de nombreuses pièces, afin d'améliorer la cohérence esthétique de l'ensemble,. La seconde ajoute également l'affichage du delta-v d'un lanceur et de chacun de ses étages lors de sa construction et en vol.
La version 1.7 "Room to Maneuver" est publiée le 10 avril 2019. Elle apporte des améliorations des textures de certaines pièces et de la skybox, une amélioration des nœuds de manœuvre et un nouvel altimètre.
La version 1.8 "Moar Boosters" est publiée le 16 octobre 2019. Elle ajoute de nouveaux propulseurs à propergol solide de tailles différentes. Les performances sont améliorées, le moteur graphique du jeu fonctionnant désormais sous la dernière version d'Unity. Les textures de surface de Mun, Minmus, Duna, Ike, Eve et Gilly sont améliorées, avec l'ajout de shaders graphiques afin d'avoir un rendu plus réaliste. Il devient également possible de configurer des groupes d'action en vol, cette opération n'étant auparavant possible qu'à la construction du vaisseau. Enfin, des pales d'hélices et des turbines sont ajoutées à l'extension Breaking Grounds.
La version 1.9 "There's No place Like Home" est publiée en décembre 2019 avec une nouvelle version des extensions Breaking Ground et Making History. Elle améliore les graphismes de terrain, repense les textures et ajoute un nouveau contrôleur de masse de précision en vol.

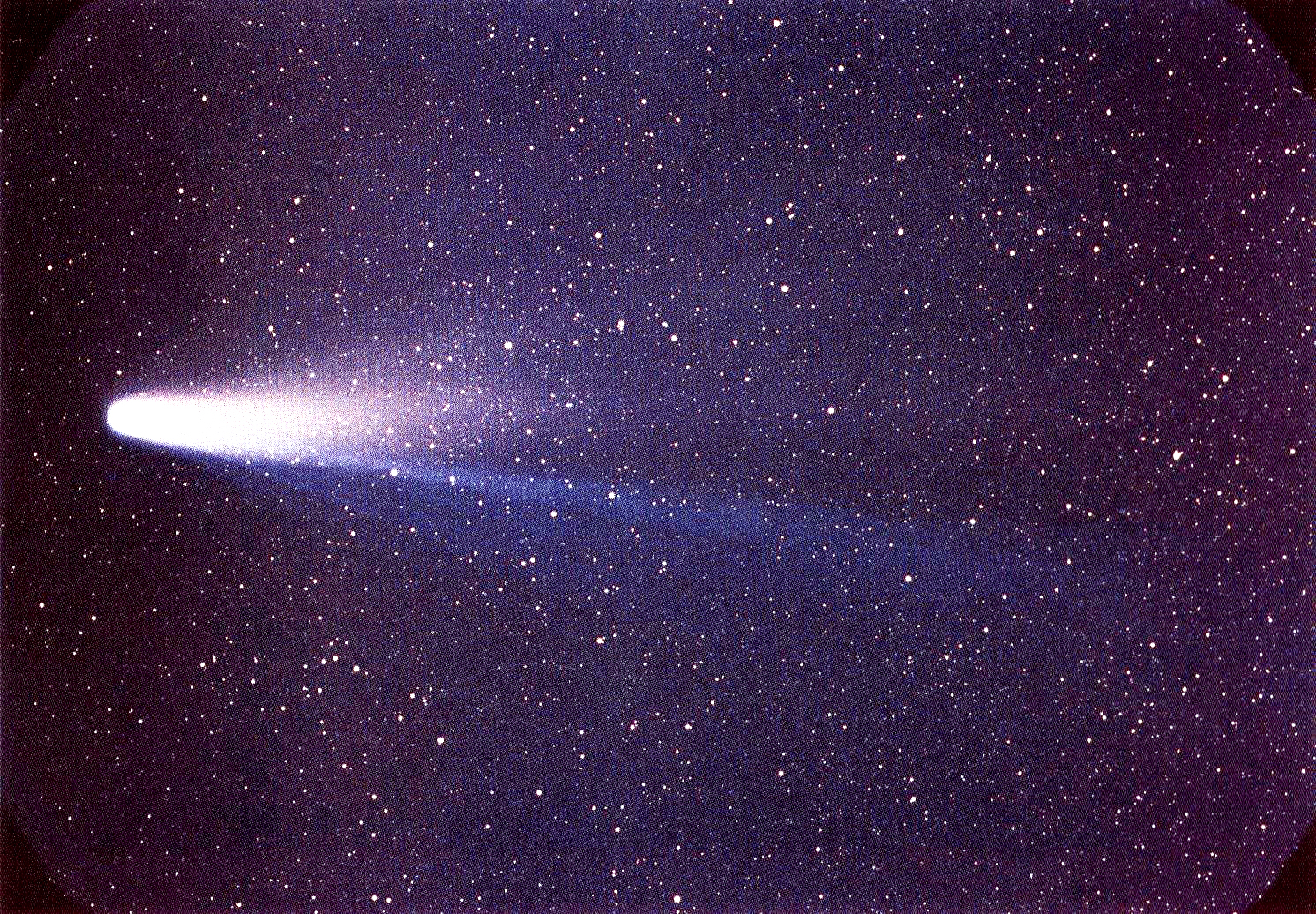
La comète de Halley lors de son passage en 1986.

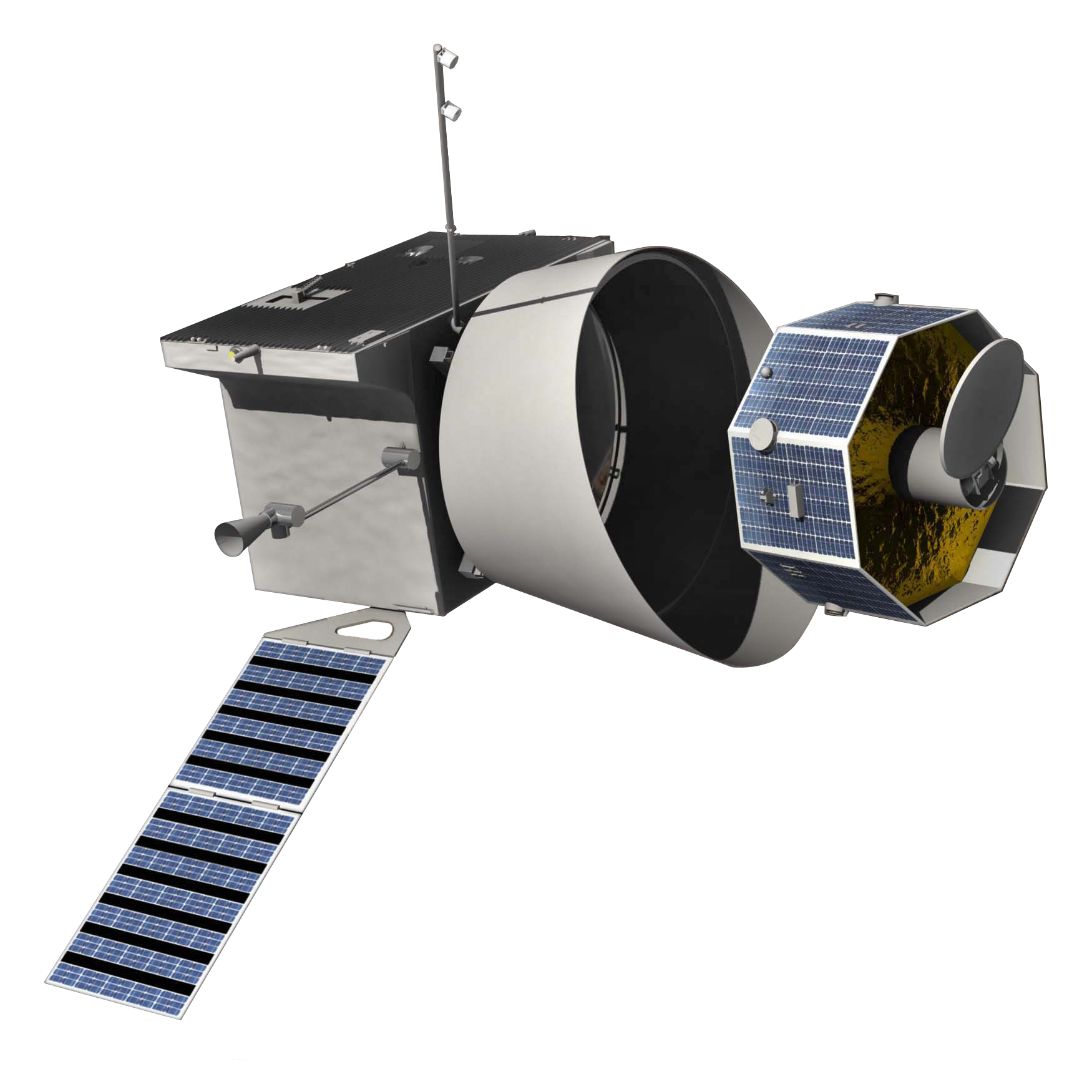
Certaines pièces présentes dans le jeu sont inspirées de la sonde nippo-européenne BepiColombo, à destination de Mercure.

La version 1.10 "Shared Horizons" est publiée le 1er juillet 2020 en collaboration avec l'Agence spatiale européenne. Jool a été repensée pour ressembler à Jupiter avec des textures de nuages animées. Les textures de Laythe ont également été améliorées, offrant des graphismes de terrain plus précis. Des pièces du lanceur Ariane 5 et des sondes BepiColombo et Rosetta ont été ajoutées, ainsi que des reproductions des missions de ces deux dernières. Des comètes périodiques et interstellaires sont générées aléatoirement. Enfin, les joueurs peuvent désormais choisir et personnaliser les scaphandres de leurs Kerbals.
La version 1.11 Some Reassembly Required est publiée le 17 décembre 2020. Les textures de surface de Vall, Tylo et Bop ont été retravaillées. Elle ajoute également la fonctionnalité de construire pendant une EVA.
La version 1.12 On Final Approach est publiée le 24 juin 2021. C'est la dernière grosse mise à jour de KSP avant la sortie de KSP 2. Les textures de surface d'Eeloo et de Pol ont été retravaillées. Elle ajoute également des feux d'artifice et de nouveaux panneaux solaires.

## Modifications
Le jeu est accessible au modding, permettant l'implémentation dans le jeu de diverses modifications créées par les joueurs. Cette accessibilité a permis la création d'une importante communauté de modding, avec plus d'un millier de mods sortis aujourd'hui. Ressortent notamment les mods MechJeb (pilotage automatisé), KW Rocketry (large ensemble de pièces) ou Ferram Aerospace Research (modification des effets atmosphériques). Les mods DarkMultiPlayer ou LunaMultiPlayer ajoutent un mode multijoueur. Également, le mod Parallax ajoute des textures plus réalistes. Concernant la mécanique spatiale, le mod Principa (nommé en référence à l'ouvrage d'Isaac Newton) implémente une gravitation à N corps, rendant ainsi les trajectoires plus réalistes quoique plus délicates à manipuler.
Ces modifications comprennent de nouveaux éléments pour les engins spatiaux, de nouvelles fonctionnalités ou encore des modifications d'interface. À partir de la version payante 0.14.1, le jeu prend en charge le plugin API, permettant aux moddeurs de créer des mods qui se chargent sous forme de code supplémentaire à l'exécution, code qui étend le jeu de base et qui permet de nouvelles fonctionnalités améliorant la jouabilité (par exemple, des modules de pilote automatique, ou de télémétrie, voire de nouvelles pièces ou planètes).
Les plugins sont écrits en C#, comme c'est le cas du jeu de base. En vue de la sortie de la version 0.18, les développeurs ont mis en place kerbalspaceport.com, un site officiel permettant d'héberger ces mods. Cependant, Spaceport a été fermé le 30 mai 2014, les mods sont actuellement hébergés sur la plateforme Curse ainsi que sur les dizaines de forums qui y sont consacrés.
À noter que certains moddeurs compétents ont été engagés par Squad pour participer au développement de KSP, certains mods sont même devenus des contenus officiels du jeu : par exemple, les pièces apparues dans la version 0.15 pour construire des avions sont en fait issues du mod C7 Aerospace développé par le moddeur Chad Jenkins, qui a depuis rejoint l'équipe Squad. On peut également citer Romfarer, inventeur du système de visée laser Lazor System, un mod populaire en 0.18, travaillant aujourd'hui comme développeur de KSP. Le mod Kerbal Alarm Clock, qui permet de programmer des alertes sur des évènements d'un vol, a été intégré au jeu dans sa version 1.12.
Squad a aussi développé deux mods dits "officiels". Le 13 juin 2014, à l'occasion de la Coupe du monde de football de 2014, Squad sort son premier mod officiel : il rajoute au jeu les drapeaux des 32 pays participants et des ballons géants pour décorer les fusées. Le 30 juin 2015, le second mod officiel, "Asteroid Day", sort et ajoute un contrat consistant à lancer un télescope en orbite pour découvrir des astéroïdes, et quelques nouvelles pièces.
Un utilitaire nommé CKAN a de plus été créé par la communauté pour simplifier la découverte, le téléchargement et l'installation de mods, sans qu'il soit nécessaire de modifier le dossier du jeu.

## Réception

### Accueil critique
Kerbal Space Program reçoit un très bon accueil critique. La version PC obtient la note de 88/100 sur Metacritic. Sa grande rejouabilité et son gameplay qui pousse à l'expérimentation sont en particulier soulignés,. Pour Gamekult, c'est l'aspect de bac à sable spatial qui fait tout l'intérêt du titre, en poussant le joueur à se fixer ses propres objectifs, les possibilités étant encore multipliées par l'ensemble des mods mis à disposition par la communauté. GameSpot souligne le réalisme scientifique du jeu, qui le rend difficile mais satisfaisant lorsque le joueur atteint les objectifs qu'il s'est fixés. Jeuxvideo.com évoque une communauté très active.
Son aspect technique est toutefois critiqué : les graphismes sont perçus comme assez rudimentaires et des bugs persistent,.

### Succès commercial
Squad ne publie pas les statistiques de vente de son jeu. Néanmoins, en 2014, plus de 40 000 personnes jouent chaque jour à KSP. En 2018, le site Steam Spy recense entre 2 et 5 millions de possesseurs du jeu. En novembre 2019, Take-Two annonce la vente de 3,5 millions d'exemplaires. En février 2023, 5 millions d'exemplaires s'étaient écoulés.
En février 2015, le succès du jeu s'accompagne d'un partenariat de Squad avec Eucl3D, une entreprise d'impression 3D permettant aux joueurs d'imprimer le modèle d'un véhicule construit dans le jeu.

### Récompenses
Plusieurs récompenses ont été décernées à Kerbal Space Program.
| Année | Récompense                                     | Catégorie            |
| ----- | ---------------------------------------------- | -------------------- |
| 2013  | Game Developers Choice Awards                  | Audience Award       |
| 2014  | Space Frontier Foundation                      | Vision of the Future |
| 2015  | Unity Awards                                   | Best Gameplay        |
| 2015  | Unity Awards                                   | Community Choice     |
| 2015  | Golden Joystick Awards                         | Best Indie Game      |
| 2015  | National Academy of Video Game Trade Reviewers | Simulation           |
| 2016  | Edge Awards                                    | PC Game of the Year  |

### Communauté scientifique
Certaines institutions et entreprises du secteur spatial ont manifesté de l'intérêt pour KSP. C'est le cas de la NASA qui a participé à la mise à jour Asteroid Redirect Mission, largement inspirée de son propre projet de capture d'astéroïde,. Squad a également développé le mod officiel Asteroid Day, par la suite intégré au jeu, en partenariat avec la fondation B612, vouée à la protection de la Terre contre les frappes d'astéroïdes : il propose de lancer un télescope spatial inspiré du projet Sentinel pour détecter et suivre des astéroïdes.
En 2020, Squad lance un partenariat avec l'Agence spatiale européenne pour le développement de la mise à jour Shared Horizons, qui permet une reproduction du lanceur européen Ariane 5 ainsi que des missions d'exploration Rosetta, à destination de la comète 67P/Tchourioumov-Guérassimenko, et BepiColombo, à destination de Mercure. Günther Hasinger, directeur du programme scientifique de l'ESA, affirme à cette occasion que « beaucoup de nos ingénieurs et scientifiques connaissent bien le jeu Kerbal Space Program »,.
Doug Ellison, ingénieur du Jet Propulsion Laboratory, déclare : « J'ai su que KSP avait quelque chose de spécial lorsque j'ai vu un  enfant, sans doute de moins de huit ans, y jouer en s’exprimant avec le vocabulaire de la mécanique spatiale : périgée, apogée, prograde, rétrograde, delta-v. Pour le profane, la mécanique spatiale est un monde contre-intuitif d'énergie, de poussée, de vitesse, d'altitude, que cet enfant avait réussi à s'approprier simplement en jouant à KSP »,.

### Version éducative
En janvier 2014, Squad annonce le développement de KerbalEdu, une version éducative de KSP, en partenariat avec TeacherGaming, une entreprise spécialisée dans l’adaptation des jeux vidéo comme outils éducatifs. Cette version modifie l'interface du jeu, qui permet de visualiser les forces appliquée sur un véhicule, ou d'afficher diverses informations comme le rapport poussée/poids ou le delta-v d'un lanceur. Elle propose également un enregistreur de vol qui enregistre des grandeurs physiques durant le vol, les affiche sous forme de graphique et les exporte au format .csv afin d'exploiter les données ultérieurement.

## Extensions

### Making History

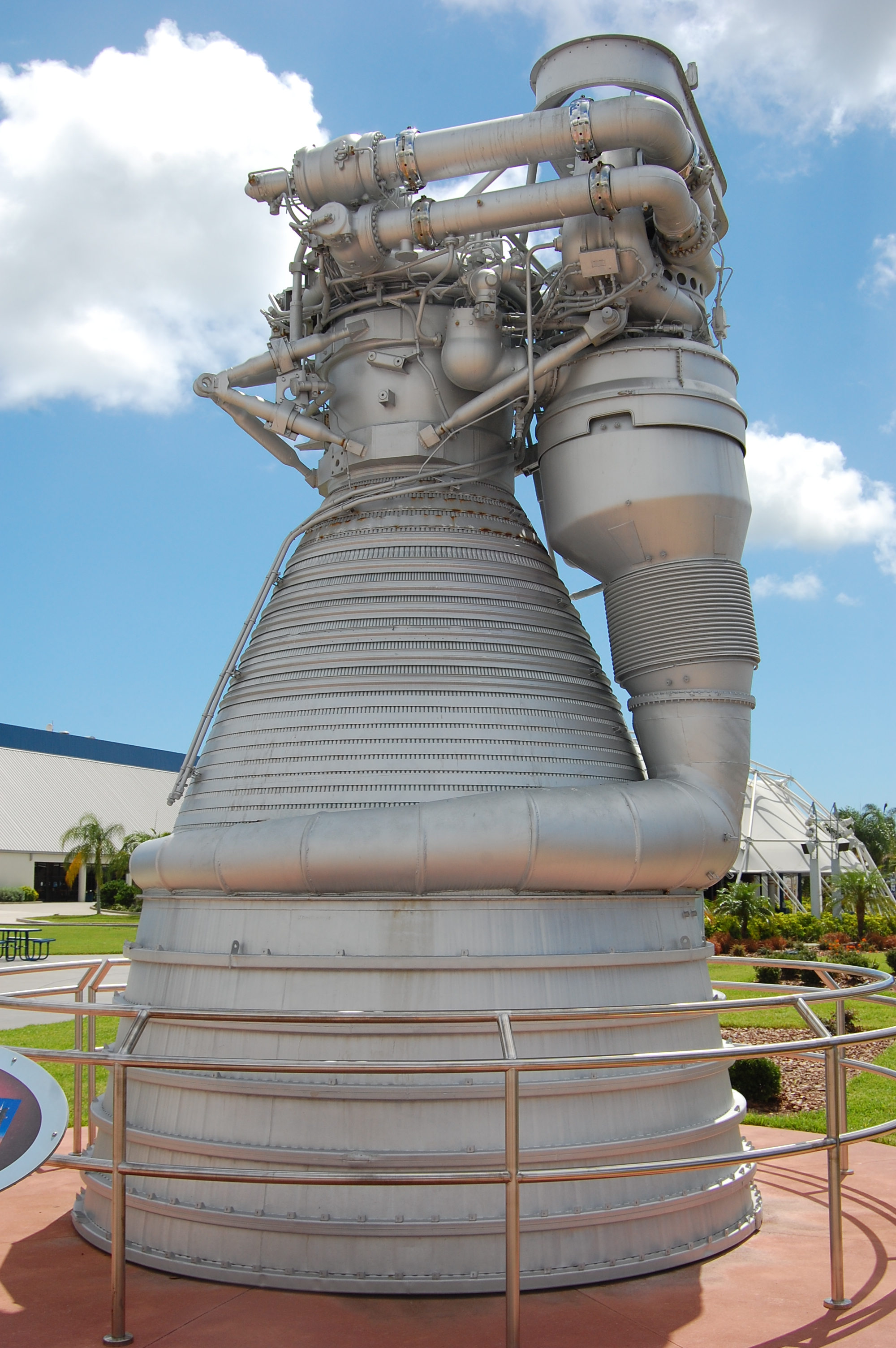
Une réplique du moteur F-1 est présente dans l'extension Making History.

Squad annonce en mars 2017 le développement d'une extension nommée Making History. Elle sort un an plus tard, le 13 mars 2018,. Elle est offerte aux personnes ayant acheté le jeu avant avril 2013.

#### Nouveautés
Cette extension ajoute un certain nombre de pièces inspirées de programmes spatiaux réels comme le programme Soyouz ou le programme Apollo : on retrouve ainsi des répliques des moteurs F-1, J-2, AJ-10 ou encore RD-107. De nouvelles missions inspirées de ces programmes historiques sont également proposées. Le joueur est noté au cours de ces missions, et peut ensuite comparer son score à celui des autres.
L'extension donne également accès à un éditeur de mission qui permet au joueur de créer ses propres missions, de les partager, et d'essayer celles des autres. Il prend la forme d'un éditeur visuel mettant à disposition des créateurs un certain nombre de nœuds.

#### Accueil
L'accueil de l'extension est plus mitigé que celui du jeu de base. Making History reçoit ainsi la note de 6/10 dans le magazine Canard PC. GameSpot, qui lui donne la note de 7/10, trouve que l'éditeur de mission est inutilement complexe et presque redondant au vu des mods déjà disponibles. Le site approuve en revanche le système de notation de mission qui pousse à se perfectionner.

### Breaking Ground

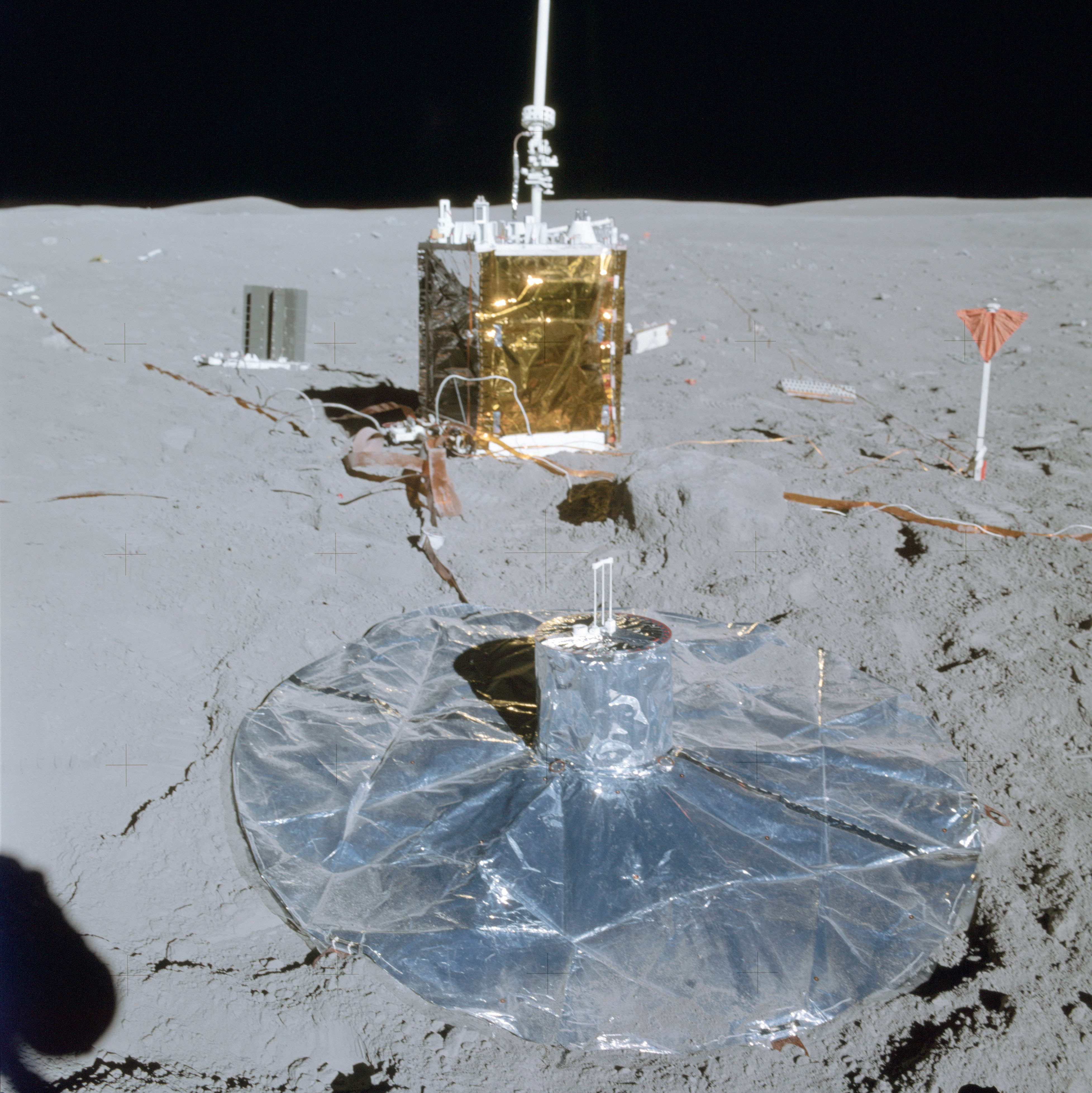
Breaking Ground ajoute des expériences pouvant être déployées à la surface des planètes, à la manière des équipements ALSEP déposés sur la Lune par les astronautes des missions Apollo.

Une seconde extension nommée Breaking Ground sort le 30 mai 2019,. Elle ajoute aux planètes des curiosités telles que des cryovolcans qui peuvent être étudiées par des instruments montés sur un bras robotique. Des expériences comme des sismographes ou des stations météorologiques peuvent également être déployées au sol par les Kerbals. Un système de pièces robotiques (charnières, pistons, rotors) contrôlables a par ailleurs été ajouté, ainsi que des pales d'hélices et des turbines à partir de la 1.8,.

## Suite
Une suite nommée Kerbal Space Program 2 est annoncée le 19 août 2019 à l'occasion de la gamescom. Elle n'est pas développée par Squad (qui continue le développement du premier jeu), mais par Star Theory Games puis par Intercept Games, et toujours éditée par Private Division. Le jeu sort en accès anticipé le 24 février 2023 sur Windows, sa sortie étant prévue plus tard sur PlayStation 5 et Xbox Series. Elle complète le système de jeu de KSP par divers aspects comme la construction de vaisseaux en orbite, la mise en place de colonies et le voyage interstellaire, ainsi que par un mode multijoueur. Le développement est interrompu par la fermeture du studio Intercept Games par Take-Two en mai 2024, qui précise que « Private Division continue de faire des mises à jour de Kerbal Space Program 2 ».